# Chrysoglossum
Chrysoglossum Blume – rodzaj roślin z rodziny storczykowatych (Orchidaceae Juss.). Obejmuje 4 gatunki występujące naturalnie w Azji na obszarze od Indii i południowych Chin przez Azję Południowo-Wschodnią aż po wyspy Oceanii.

## Etymologia
Nazwa rodzajowa pochodzi z języka greckiego – słowo "chrysos" oznacza złoto, natomiast "glossa" język. Słowa te odnoszą się do złotożółtej, językokształtnej warżki tego rodzaju.

## Rozmieszczenie geograficzne
Rośnie naturalnie w Indiach (Półwysep Indyjski, Himalaje), Sri Lance, Tajlandii, Kambodży, Chinach (Kuangsi), na Tajwanie, Półwyspie Malajskim, Sumatrze, Jawie, Borneo, Celebes, Nowej Gwinei, Vanuatu, Wyspach Salomona, Fidżi oraz Nowej Kaledonii.

## Biologia i ekologia
Roślina naziemna, rzadko epifit. Rośnie na ziemi, na podstawach drzew lub na martwym drewnie. Występuje na wysokości od 300 do 2700 m n.p.m.

## Systematyka
Rodzaj sklasyfikowany do plemienia Collabieae, podrodzina epidendronowe (Epidendroideae), rodzina storczykowate (Orchidaceae), rząd szparagowce (Asparagales) w obrębie roślin jednoliściennych.
Wykaz gatunków
- Chrysoglossum assamicum Hook.f.
- Chrysoglossum ensigerum W.Burgh & de Vogel
- Chrysoglossum ornatum Blume
- Chrysoglossum reticulatum Carr